# Golden Creek
Golden Creek, le secret de la mine abandonnée, de son titre original Jerry Spring, le cow-boy, est la première histoire de la série Jerry Spring de Jijé. Elle est publiée pour la première fois en 1954 dans le journal Spirou, du no 829 au no 844. Elle est ensuite publiée en album aux éditions Dupuis dans la collection Jerry Spring en 1955.

## Univers

### Synopsis
Un jeune cavalier à l'allure de cow-boy, monté sur un cheval à la robe rouge, arrive dans une petite ville du sud-ouest des États-Unis, non loin de la frontière mexicaine. Son père, William Spring, était jadis juge de paix dans cette région, et il a été assassiné par les Apaches dans des conditions mal éclaircies.
Le cavalier, Jerry Spring, a l'occasion de sauver la vie d'un vaquero mexicain, poursuivi par un groupe de cow-boys prêts à lui faire un mauvais parti. L'homme, nommé Pancho, explique à Jerry que la région est depuis deux mois mise en coupe réglée par des bandits mexicains qui passent régulièrement la frontière pour voler du bétail et des chevaux dans les ranches locaux. Les ranchmen ont décidé de se venger sur les vaqueros possédant des propriétés aux États-Unis, et de les chasser de leurs terres. Pancho en a fait les frais : comme il résistait, les cow-boys ont brûlé son rancho et l'ont traqué jusqu'à la frontière. Grâce à l'aide de Jerry, Pancho réussit cependant à leur échapper et à retourner en sécurité au Mexique.
Le lendemain matin, Jerry Spring se présente au bureau du shérif local, le vieux Pat McCoy, qui a bien connu son père. Il y retrouve le meneur de la bande de cow-boys de la veille, Jake Barton, dit "Black Jake", justement venu porter plainte contre lui à la suite de son intervention de la veille. Mais le shérif calme les choses et accepte de nommer Jerry shérif adjoint pour l'aider dans son enquête à propos des bandits mexicains.
Dès le lendemain, Jerry commence son enquête de l'autre côté de la frontière. L' alcalde le met en garde contre le ressentiment des Mexicains à propos des gringos, et en effet il est très mal reçu dans la posada où il tente d'obtenir des informations. Mais Pancho, qui est visiblement très apprécié dans le coin, prend sa défense et lui sauve à son tour la vie en interposant sa guitare quand un mystérieux agresseur tente de le poignarder. Malheureusement, quelques minutes plus tard, le même tueur revient à la charge et tire un coup de fusil sur Jerry à travers la fenêtre de la cantina. Jerry s'abat, gravement blessé, et malgré les soins prodigués par Pancho et sa jeune nièce, il succombe dans le courant de la nuit...
...C'est en tout cas ce que Pancho a voulu faire croire à tout le monde, en organisant un bel enterrement, de manière à laisser le champ libre à son ami pour enquêter, puisque ses ennemis le croient désormais mort ! En réalité, Jerry Spring se remet lentement de sa blessure, tandis que Pancho mobilise ses amis et ses parents pour surveiller la frontière. Parvenus à la conclusion que le bétail volé ne transite pas par le Mexique, Jerry et Pancho décident de battre la montagne pour retrouver une trace des bandits. En remontant le cours d'un arroyo qui s'enfonce dans un canyon perdu, ils parviennent, à la grande terreur de Pancho, jusqu'à une ancienne mine abandonnée sur laquelle pèse une vieille histoire de malédiction. Mais en surveillant l'entrée d'une ancienne galerie où ils ont découvert des traces de sabots, ils surprennent un groupe d'hommes habillés en Mexicains, mais qui parlent anglais... Les deux hommes comprennent le fin mot de l'histoire : les bandits ne sont pas Mexicains mais Américains, et le bétail volé n'est pas acheminé vers le Mexique mais transite par la vieille mine qui dispose probablement d'une autre issue...
Jerry et Pancho montent un traquenard pour identifier les bandits et leur chef. Le shérif McCoy, mis dans la confidence, annonce aux ranchmen victimes des vols de bétail que le repaire des bandits vient d'être découvert, dans la vieille mine de la Golden Creek, et qu'ils iront les surprendre à l'aube. Ce délai est en fait un piège, qui permet de laisser le temps au traître qui renseigne la bande d'aller prévenir ses complices. Mais le shérif a pris la précaution de saupoudrer la sortie du canyon de peinture rouge, et à l'aube il s'aperçoit que les pattes du cheval de Black Jake sont enduites de couleur rouge, ce qui l'identifie comme le chef des bandits. Ce dernier a cependant le temps de s'enfuir, tandis que le reste de la bande est capturée par Jerry Spring, Pancho et leurs amis.
Black Jake a pris la piste du désert, espérant semer Jerry Spring qui s'est lancé sur ses traces. Mais la fatigue et la chaleur ont raison de ses forces : Jerry le retrouve in extrémis, alors qu'il est en train de mourir d'insolation. Il réussit à le traîner jusqu'à un trou d'eau pour le ranimer, mais se fait surprendre par un guerrier apache en train de chasser. D'abord méfiant et agressif envers ce visage pâle, l'Indien, nommé Une-seule-flèche, devient beaucoup plus amical lorsqu'il apprend que Jerry est le fils du juge Spring, un grand ami des Apaches, qui le surnommaient "le faiseur de paix". Il apprend aussi à Jerry que Black Jake n'est autre que l'assassin de son père : il s'est servi d'une flèche apache pour faire retomber la responsabilité du meurtre sur les Indiens.
Jerry refuse cependant de tirer vengeance du meurtrier, et il entreprend de le ramener en ville pour qu'il soit jugé. Sur le chemin du retour, à travers le désert, il tombe dans l'embuscade tendue par Don Rufino, le tueur mexicain qui a déjà tenté de l'abattre dans la cantina. Tandis que Jerry est occupé à rechercher un point d'eau, Rufino libère Black Jake et les deux hommes s'enfuient en emmenant le cheval de Jerry. Spring a malgré tout réussi à blesser son ennemi à la cuisse, et il entreprend, à pied, de suivre leur piste. Lorsqu'il finit par les retrouver, guidé par un vol de zopilotes charognards, c'est pour s'apercevoir que les deux hommes se sont entretués. Jerry a le temps de pardonner à son ennemi mourant, avant d'enterrer les deux meurtriers.
Pendant ce temps, Pancho a fouillé le désert pour tenter de retrouver la trace de son ami, sans résultat. Il est bien près de désespérer quand Ruby, le cheval de Jerry spring, s'élance soudain par-dessus la barrière de son corral : il a senti la proximité de son maître. Pancho retrouve Jerry à bout se forces mais vivant, et quelques jours plus tard les familles mexicaines chassées de leurs terres commencent à revenir pour en reprendre possession. Jerry Spring refuse la proposition du shérif McCoy de le remplacer à son poste. "Merci de l'intention, Pat... Mais je crois que Ruby préfère la liberté... L'aventure...".

### Personnages
Jerry Spring : le principal héros de l'histoire. C'est un jeune homme qui se présente lui-même au début de l'épisode comme un "étranger venu de l'est", mais il a plutôt une allure de cow-boy, monté sur un magnifique cheval nommé Ruby, qui n'accepte aucun autre cavalier que lui. Fils d'un juge assassiné dans la région, il vient peut-être régler des comptes. Il montrera rapidement ses talents pour manier le Colt et suivre une piste dans le désert.
Pancho, dit El Panchito : mexicain rondouillard, qui vit à cheval sur la frontière entre le Mexique et les États-Unis. Propriétaire d'un petit rancho aux États-Unis, il a aussi une nombreuse famille et des contacts bien utiles du côté mexicain. Il aime la sieste, la tequila et les jeunes señoritas, mais c'est un ami précieux pour Jerry Spring. 
Jake Barton, dit Black Jake : propriétaire d'un ranch près de la frontière mexicaine. Le shérif McCoy le décrit comme "un caractère brutal et violent, qui a la rancune tenace". La suite de l'histoire montrera à quel point il avait raison...
Pat McCoy : un vieux shérif, honnête, courageux mais fatigué, qui tente tant bien que mal de maintenir la paix dans sa juridiction.
Une-Seule-Flèche : guerrier apache, fils du chef de sa tribu, qui connaissait et respectait le père de Jerry, le juge William Spring, que les guerriers apaches surnommaient "le faiseur de paix".
Don Rufino : tueur à gages mexicain, obstiné et perfectionniste, qui n'aime pas laisser un contrat inachevé.